# Engordany
Engordany è un villaggio di Andorra, nella parrocchia di Escaldes-Engordany. 

## Sport
La squadra di calcio del paesino è l'U.E. Engordany